# Slaget ved Perryville
Slaget ved Perryville, også kendt som Slaget ved Chaplin Hills, blev udkæmpet den 8. oktober 1862 i Chaplin Hills vest for Perryville, Kentucky som kulmination på konføderationens invasion af Kentucky under den amerikanske borgerkrig. Den konfødererede general Braxton Bragg's Army of Mississippi vandt en taktisk sejr over det der i grunden var et enkelt korps i generalmajor Don Carlos Buell's unionshær Army of the Ohio. Slaget betragtes som en strategisk sejr for Unionen, nogle gange omtalt som Slaget om Kentucky fordi Bragg trak sig tilbage til Tennessee kort tid efter og efterlod den kritiske grænsestat Kentucky i hænderne på Unionen i resten af krigen.
Den 7. oktober forfulgte Buells hær Bragg og nærmede sig ad tre veje til den lille by Perryville, som lå ved en korsvej. Unionsstyrker havde først en træfning med konfødereret kavaleri på Springfield Pike, inden det kom til en større kamp på Peters Hill, da konføderationens infanteri ankom, og begge sider var desperate efter at få adgang til friskt vand.
Den næste dag ved daggry begyndte kampen igen omkring Peters Hull, da en unionsdivision rykkede op af landevejen og stoppede lige før den konfødererede linje. Efter middag stødte en konfødereret division ind i Unionens venstre flanke – I Korps under generalmajor Alexander McDowell McCook og tvang den til at falde tilbage. Da flere konfødererede divisioner kastede sig ind i kampen, holdt Unionens linje hårdnakket stand og gennemførte et modangreb, men faldt til sidst tilbage med nogle tropper slået på flugt.
Buell, som var ca. 3 km bag kampen, var ikke klar over, at der foregik et slag og sendte ikke reserver frem til fronten før sidst på eftermiddagen. Unionstropperne på venstre flanke forstærket med to brigader stabiliserede deres linje, og det konfødererede angreb gik i stå. Senere angreb tre konfødererede regimenter Unionens division på landevejen Springfield Pike, men de blev slået tilbage og trak sig tilbage til Perryville. Unionstropperne forfulgte dem, og der var skydning i gaderne om aftenen, indtil det blev mørkt. På dette tidspunkt truede unionsforstærkninger de konfødereredes venstre flanke. Bragg, som havde knaphed på mænd og forsyninger, trak sig tilbage i løbet af natten og fortsatte den konfødererede tilbagetrækning via Cumberland Gap ind i det østlige Tennessee.
Ser man på tabene i forhold til de involverede styrker, var slaget ved Perryville et af de blodigste slag i borgerkrigen, og det største slag, som blev udkæmpet i staten Kentucky.

## Kentucky kampagnen i 1862
Grænsestaten Kentucky, som lå mellem sydstaterne Tennessee og Virginia og Nordstaterne Illinois, Indiana og Ohio var eftertragtet af begge parter på grund af dens centrale placering og kontrol over en række nøglefloder såsom Ohiofloden. I september 1861 skrev præsident Lincoln, som var født i Kentucky, i et privat brev:"Jeg tror, at hvis vi taber Kentucky, har vi næsten tabt hele spillet"
Modstående synspunkter indenfor staten kappedes om at få kontrollen i begyndelsen af krigen, og statens lovgivende forsamling erklærede staten neutral. Denne neutralitet blev først krænket den 3. september da generalmajor Leonidas Polk besatte Columbus, som blev betragtet som nøglen til at kontrollere den nedre del af Mississippifloden, og to dage senere besatte Unionens brigadegeneral Ulysses S. Grant Paducah. Herefter respekterede ingen af parterne statens neutralitet. Selv om staten aldrig trak sig ud af Unionen, blev en midlertidig konfødereret hovedstad etableret i Bowling Green i november 1861. Dette udløste en anerkendelse af Kentucky fra de Konfødererede Stater og tilføjelsen af en stjerne, som skulle repræsentere Kentucky i det konfødererede flag.
Initiativet til at invadere Kentucky kom fortrinsvis fra den konfødererede generalmajor Edmund Kirby Smith, som havde kommandoen over militærområdet Østlige Tennessee. Han troede på, at kampagnen ville give ham mulighed for at få forsyninger, rekruttere soldater og fjerne unionstropper fra Tennessee og sikre Kentucky for Konføderationen. Noget af hans entusiasme for at få rekrutteret tropper fra Kentucky skyldtes et succesfuldt kavaleriraid, som blev udført i juli 1862 af oberst John Hunt Morgan, som trængte dybt ind i baglandet af Buells militærområde og afstedkom betydelig bekymring i hans hær og i Washington, D.C. Morgan var blevet hyldet og støttet under sit raid og havde tilføjet 300 fra Kentucky til sin styrke på 900. Han lovede Kirby Smith at "Hele staten kan sikres, og 25.000 eller 30.000 mand vil tilslutte sig os straks."
Bragg overvejede forskellige muligheder, herunder et forsøg på at generobre Corinth i Mississippi eller at rykke frem mod Buells hær gennem det mellemste Tennessee. Til sidst lyttede han til Kirby Smiths ønske om forstærkninger og besluttede af flytte sin Army of Mississippi, så den kunne slå sig sammen med ham. Han flyttede 30.000 infanterister på en snirklet jernbanerejse fra Tupelo, Mississippi, gennem Mobile og Montgomery til Chattanooga. Forsyningsvogne, kavaleri og artilleri rykkede ved egen kraft gennem Rome, Georgia. Selv om Bragg var den øverst rangerende general i området, havde præsident Jefferson Davis etableret Kirby Smiths militærområde Østlige Tennessee som en uafhængig kommando, som havde direkte rapport til Richmond. Det var en beslutning, som skulle give Bragg problemer under kampagnen.
Kirby Smith og Bragg mødtes i Chattanooga den 31. juli 1862 og udformede en plan for kampagnen: Den nyopstillede Army of Kentucky, som bl.a. omfattede to af Braggs brigader og var på ca. 21.000 mand, skulle marchere nordpå under Kirby Smiths ledelse ind i Kentucky for at fjerne Unionens tropper fra Cumberland Gap (Bragg's hær var for udmattet fra sin lange rejse til, at den straks kunne påbegynde offensive operationer). Kirby Smith ville så komme tilbage og slutte sig sammen med Bragg og den fælles styrke ville forsøge at manøvrere ind bag Buell og fremtvinge et slag om forsvaret af hans forsyningslinier. Ethvert forsøg fra Ulysses S. Grant på at forstærke Buell fra det nordlige Mississippi ville blive håndteret af de to små hære under generalmajorerne Sterling Price og Earl Van Dorn. Når først hærene var samlet, ville Braggs højere rang gøre sig gældende, og Kirby Smith ville være under hans direkte kommando. Under antagelse af at Buell's hær kunne ødelægges, ville Bragg og Kirby Smith marchere ind i det nordlige Kentucky, en manøvre, som de antog ville blive hilst velkommen af den lokale befolkning. Eventuelle tilbageværende unionstropper ville blive besejret i et stort slag i Kentucky, og Konføderationens grænse ville blive etableret ved Ohiofloden.
Planen for kampagnen var dristig og risikabel, idet den krævede perfekt koordination mellem flere hære, som i starten ikke havde nogen fælles overkommando. Bragg begyndte næsten med det samme at få betænkeligheder trods pres fra præsident Davis om at tage Kentucky. Kirby Smith opgav snart aftalen, idet han forudså, at et soloeventyr i Kentucky kunne bringe ham personlig hæder. Han vildledte Bragg om sine hensigter og anmodede om to yderligere brigader, tilsyneladende med henblik på ekspeditionen til Cumberland Gap. Den 9. august, meddelte Kirby Smith Bragg, at han ville bryde aftalen og planlagde at omgå Cumberland Gap og efterlod en lille styrke til at neutralisere Unionens garnison. Han ville i øvrigt rykke nordpå. Ude af stand til at befale Kirby Smith at overholde aftalen fokuserede Bragg på en fremrykning mod Lexington i stedet for Nashville og advarede Kirby Smith om ikke at glemme, at Buell kunne forfølge og totalt besejre hans mindre hær, inden Braggs hær kunne slutte sig til ham.
Kirby Smith rykkede nordpå med 21.000 mænd fra Knoxville den 13. august. Bragg forlod Chattanooga den 27. august, lige før Kirby Smith nåede Lexington. Indledningen på kampagnen faldt sammen med general Robert E. Lee's offensiv i Nordlige Virginia kampagnen (Anden Manassas kampagnen) og med Price og Van Dorns operationer mod Grant. Selv om den ikke var centralt styret, var det den største samtidige konfødererede offensiv i krigen.
I mellemtiden var Buell tvunget til at opgive sin langsomme fremrykning mod Chattanooga. Da han hørte om de konfødererede bevægelser, besluttede han at samle sin hær omkring Nashville. Nyheden om, at Smith og Bragg begge var i Kentucky, overbeviste ham om behovet for at få sin hær ind mellem de konfødererede og unionsbyerne Louisville og Cincinnati. Den 7. september forlod Buell's Army of the Ohio Nashville og begyndte et kapløb med Bragg om at nå Louisville.
Undervejs blev Bragg distraheret fra sit mål af erobring af et unionsfort i Slaget ved Munfordville. Nu måtte han igen beslutte, om han skulle fortsætte i retning af en kamp med Buell (over Louisville) eller slutte sig til Smith, som havde fået kontrol over det centrale Kentucky ved at erobre Richmond og Lexington og truede med at rykke mod Cincinnati. Han valgte at slutte sig til Smith. Dette tillod Buell at nå Louisville, hvor generalen indsamlede, reorganiserede og forstærkede sin hær med tusinder af ny rekrutter. Han sendte 20.000 mand under brigadegeneral Joshua W. Sill mod Frankfort i håb om at aflede Kirby Smith og forhindre, at de to konfødererede hære sluttede sig sammen imod ham. I mellemtiden havde Bragg forladt sin hær og mødte Kirby Smith i Frankfort, hvor han kunne overvære indsættelsen af den konfødererede guvernør Richard Hawes den 4. oktober. Indsættelsesceremonien blev afbrudt af lyden af kanonild fra Sills' division, som nærmede sig, og det planlagte indsættelsesbal blev aflyst.

## Modstående styrker

### Unionen
- Key Union Commanders
- Generalmajor
Don Carlos Buell, USA
- Generalmajor
 Alexander M. McCook, USA
- Generalmajor
Charles C. Gilbert, USA

Den 1. oktober forlod Buells Army of the Ohio Louisville med generalmajor George H. Thomas som næstkommanderende. (To dage tidligere havde Buell modtaget ordrer fra Washington, som fratog ham kommandoen og overgav den til Thomas. Thomas gjorde indsigelser, og afslog at overtage kommandoen, mens kampagnen var i gang, hvilket efterlod Buell som leder.) De 55,000 tropper, hvoraf Thomas beskrev mange af dem som "endnu udisciplinerede og uden passende artilleri, og på enhver måde uskikkede til at blive sat ind mod en disciplineret fjende"—rykkede frem mod Braggs veteranhær i Bardstown ad tre forskellige veje.
I Korps under kommando af generalmajor Alexander M. McCook, marcherede på venstre fløj ad Mackville Road. Hans 13.000 mand bestod af 3. division under brigadegeneral Lovell H. Rousseau og 10. division under brigadegeneral James S. Jackson.
II Korps under kommando af generalmajor Thomas L. Crittenden marcherede på højre fløj ad Lebanon Road. Hans 20.000 mand var i 3 divisioner: 4. division under kommando af brigadegeneral William Sooy Smith; 5. division under brigadegeneral Horatio P. Van Cleve og 6. division under brigadegeneral Thomas J. Wood.
III Korps under kommando af generalmajor Charles Champion Gilbert marcherede i centrum ad Springfield Pike. Blot nogle få uger tidligere havde Gilbert været kaptajn, men blev forfremmet til generalmajor og korpschef efter at den foregående leder, generalmajor William "Bull" Nelson, var blevet myrdet. Gilberts 22.000 mand var også fordelt på 3 divisioner: 1. division under brigadegeneral Albin F. Schoepf; 9. division under brigadegeneral Robert B. Mitchell og 11. division under brigadegeneral Philip Sheridan.

### Konfødererede
- Key Confederate Commanders
- General
Braxton Bragg, CSA
- Generalmajor
Leonidas Polk, CSA
- Generalmajor
William J. Hardee, CSA

Braggs Army of Mississippi bestod af omkring 16.800 mand i to fløje. Højre fløj blev ført af generalmajor Leonidas Polk og bestod af en enkelt division under generalmajor Benjamin F. Cheatham. Venstre fløj under kommando af generalmajor William J. Hardee bestod af divisionerne under brigadegeneral J. Patton Anderson og generalmajor Simon B. Buckner.

## Optakt til slaget
Da han rejste til Frankfort den 28. september, efterlod Bragg sin hær under kommando af Polk. Den 3. oktober fik ankomsten af den store unionsstyrke de konfødererede til at trække sig tilbage mod øst, og Bardstown blev besat den 4. oktober. Hardees fløj stoppede ved Perrywille og krævede forstærkninger fra Bragg. Selv om Bragg ønskede at samle sin hær ved Versailles, tvang det sig hurtigt nærmende III Unionskorps ham til at samle hæren ved Perryville og Harrodsburg.
Hardee havde valgt Perryville af flere årsager. Landsbyen med ca. 300 indbyggere havde et udmærket vejnet med forbindelser til nærliggende byer i 6 retninger, hvilket gav strategisk fleksibilitet. Det lå, så det forhindrede unionshæren i at nå det konfødererede forsyningsdepot i Bryantsville, og endelig var det en potentiel kilde til vand. Området havde været ramt af tørke i måneder. Heden var trykkende for både mænd og heste, og de få kilder til drikkevand i form af floder og åer vest for byen var for de flestes vedkommende reduceret til isolerede stillestående småsøer, men var stærkt eftertragtede.
De 7. oktober nåede Buell Perryville området, da Unionens kavaleri stødte sammen med Wheelers bagtrop hele dagen.
Buell ledsagede III Korps, og her erfarede han, at de konfødererede var stoppet ved Perryville og var i færd med at bringe infanteriet i stilling. Han planlagde derfor et angreb. Den fjendtlige styrke var hans primære mål, men tilgængeligheden af vand gjorde også kontrol over landsbyen og det omkringliggende område ønskelig. Buell udstedte ordrer til alle tre korps om at rykke frem kl. 3 næste morgen og angribe kl. 10. Fremrykningen af I og II korps blev imidlertid forsinket, idet de afveg adskillige kilometer fra deres rute på jagt efter vand. Buell besluttede at vente med at angribe til den 9. oktober for at få afsluttet placeringen af sin hær og beordrede hver af korpscheferne til at undgå at komme i kamp den 8. oktober. Buell var ikke i stand til at overvåge, hvordan hans ankommende korps blev bragt i stilling. Han var blevet kastet af sin hest og havde fået kvæstelser, som forhindrede ham i at ride. Han etablerede sit hovedkvarter på Dorsey house, ca. 5 km vest for landsbyen.
Hardee opstillede en forsvarslinie hen over de tre veje, som førte ind til Perryville fra nord og vest. Indtil der kunne komme forstærkninger, var han begrænset til tre af de fire brigader i Buckner's division. Brigadegeneral Sterling A. M. Wood lå nord for landsbyen. Brigadegeneral Bushrod Johnson lå til højre for Wood, øst for Chaplin River nær landevejen Harrodsburg Pike. Brigadegeneral St. John R. Liddell's Arkansas brigade gik i stilling på tommen af Bottom Hill, lige øst for Bull Run Creek, en biflod til Doctor's Creek, med et enkelt regiment, 7. Arkansas, fremskudt til Peters Hill på den anden side af creeken. Om aftenen den 7. oktober begyndte de sidste konfødererede styrker at ankomme. Den første af Patton Andersons fire brigader ankom til området omkring kl. 15, brigadegeneral Patrick Cleburne's brigade, den resterende i Buckners division, fulgte efter. Omkring midnat ankom tre brigader fra Frank Cheathams division. De rykkede hurtigt og entusiastisk fremad, efter at de havde efterladt deres træn bagude. Hans fjerde brigade under brigadegeneral Preston Smith fik ordre til at vende tilbage til Harrodsburg.

## Slaget

### Morgenens begivenheder
De første skud i slaget blev affyret tidligt om morgenen den 8. oktober. Da de opdagede, at der var algedækkede pytter af vand i den ellers tørre bund af Doctor's Creek, rykkede tropper fra 10. Indiana Infanteri regiment ned for at udnytte dem. De mødte de forreste mænd i det 7. Arkansas, og der blev udvekslet skud. Klokken 2 om morgenen beordrede Buell og Gilbert, III Korps' chef, den netop forfremmede brigadegeneral Phil Sheridan til at tage Peters Hill. Sheridan tog af sted med brigaden under oberst Daniel McCook, som var yngre bror til chefen for I Korps. Sheridan tog bakken og drev arkansanerne tilbage til deres brigades hovedlinje, men fortsatte med at rykke over Creeken. Liddells brigade kunne ikke stoppe momentet i Sheridans tørstige soldater og Buckner, Lidells divisionschef havde fået ordre fra Polk om ikke at forstærke ham, men derimod at trække sin brigade tilbage. Polk var bekymret over at få startet et større slag vest for Chaplin floden, da han frygtede at være i undertal. I mellemtiden beordrede en nervøs Gilbert på unionssiden Sheridan til at trække sig tilbae til Peters Hill.
I de foregående dage var Braxton Bragg blevet narret af den afledningsmanøvre, som Sills havde igangsat mod Frankfort, og troede at det var et større fremstød fra Buells hær. Han ønskede, at Polk skulle angribe og besejre, hvad han antog var en mindre styrke ved Perryville og dernæst straks vende tilbage, så hele hæren kunne samles med Kirby Smith. Polk sendte en meddelelse til Bragg tidligt denne morgen om, at han ville angribe energisk, men han skiftede hurtigt mening og valgte en mere defensiv holdning. Bragg, som var vred over ikke at kunne høre lyden af kamp red frem fra Harrodsburg til Perryville for at tage kommandoen og ankom omkring kl. 10 og etablerede sit hovedkvarter i Crawford house på Harrodsburg Pike.
Bragg var forfærdet over Polks kamplinje, som havde huller og ikke var ordentligt forankret på flankerne. Da han ankom, så han nogle af McCooks tropper fra I Korps troops nord for landsbyen, men antog, at den primære trussel fortsat var den på Springfield Pike, hvor kampen mod III Korps havde fundet sted tidligt om morgenen. (Han vidste ikke, at Crittendens II Korps nærmede sig ad Lebanon Pike). Han udstedte ordrer om, at hæren skulle opstilles i nord-sydgående retning og forberedte sig på at angribe en echelon. Cheathams division marcherede nordpå fra landsbyen og forberedte sig på at starte angrebet på Unionens venstre flanke — som Bragg antog måtte være på Mackville Road — og begynde en stor venstresvingsmanøvre. To brigader fra Patton Anderson's division skulle derefter ramme Unionens centrum og Buckners division ville følge efter på venstre fløj. En anden af Andersons brigader, under kommando af oberst Samuel Powell skulle angribe længere mod syd langs Springfield Pike. De store støvskyer fra Cheathams division, som marcherede med dobbelt hastighed mod nord, fik nogle af McCooks mænd til at tro, at de konfødererede var i færd med at trække sig tilbage, hvilket forstærkede overraskelsen over rebellernes angreb senere på dagen.
Om eftermiddagen den 8. oktober var det meste af Buells hær ankommet. De var placeret med McCooks I korps til venstre fra Benton Road til Mackville Road; Gilberts III Corps i centrum på Springfield Pike; Crittendens II Korps til højre langs Lebanon Pike. Hovedparken af slaget ville blive ført mod McCooks korps. På grund af en usædvanlig akustisk skygge var det ikke meget af lyden fra kampen, der nåede Buells hovedkvarter blot 3 km borte, og han udøvede ikke direkte kontrol over slaget og indsatte ingen reserver før sent på dagen.

### Angreb fra de konfødereredes højre flanke
Cheathams artilleribombardement begyndte kl. 12.30, men han beordrede ikke straks sit infanteri frem. Unionstropper blev ved med at tage opstilling og forlængede deres flanke mod nord forbi det sted, hvor angrebet skulle sættes ind. Bragg flyttede Cheathams division til Walkers Bend, idet han antog, at den ændrede angrebsretning nu ville ramme Unionens åbne flanke. Desværre for de konfødererede havde deres rekognoscerende kavaleri trukket sig tilbage, inden McCook placerede et artilleribatteri under løjtnant Charles Parsons og brigaden under brigadegeneral William R. Terrill på Open Knob, en fremtrædende bakke ved den nordlige ende af slagmarken.
Brigaden under brigadegeneral Daniel S. Donelson var den første, som krydsede Chaplinfloden, klatrede op af bakkerne på den vestlige bred og begyndte sit angreb omkring kl. 14. To af brigadens regimenter var blevet koblet fra, så der var kun tre i angrebet. Cheatham råbte: "Giv dem helvede, drenge!" En af de vedholdende legender fra borgerkrigen er, at general Polk, som også var biskop i den episkópale kirke var i nærheden og fulgte op på råbet og sagde "Giv dem det drenge, give dem hvad general Cheatham siger!"
 Brigaden opdagede, at i stedet for at ramme den åbne flanke, som de havde regnet med, var de i gang med et frontalt angreb mod centrum af Unionens stilling. Det 16. Tennessee Infantry, under oberst John H. Savage, hastede af sted foran de to andre regimenter i et forsøg på at nå artilleribatteriet under kaptajn Samuel J. Harris. (Savage foragtede Donelson og betragtede ham som en drukkenbolt med begrænsede militære evner og tog ofte meget lidt notits af hans ordrer. Han betragtede Donelsons ordre om at angribe Harris' batteri som en dødsdom). Da det bevægede sig mod vest ind i en fordybning, kom det i krydsild fra det 33. Ohio infanteri og Parsons otte kanoner på Open Knob 180 meter mod nord. Cheatham beordrede brigaden under brigadegeneral George E. Maney frem for at tage sig af Parsons på Open Knob, men Donelsons brigade kunne ikke modstå ilden og trak sig tilbage til sit udgangspunkt omkring kl. 14.30 med omkring 20% tab. Savages regiment mistede 219 af sine 370 mand.
Parsons' otte kanoner på Open Knob var bemandet med uøvede soldater, nogle af dem var infanterirekrutter fra 105. Ohio. Terrills 33. brigade og var posteret, så de kunne forsvare kanonerne. Maneys brigade kunne nærme sig kanonstillingen gennem skovene uden at blive opdaget, da unionstroppernes opmærksomhed var rettet mod Donelsons angreb. Til sidst vendte de deres kanoner, og en intens ildkamp fulgte. Brigadegeneral Jackson, chef for 10. division, blev dræbt under kampen, og kommandoen overgik til Terrill, som straks tog en dårlig beslutning. Optaget af artilleriets sikkerhed beordrede han 123. Illinois til at iværksætte et bajonetangreb ned ad bakken. De 770 utrænede unionstropper led store tab i hænderne på de 1.800 veteraner fra Sydstaterne under kommando af oberst Theophilus T. Garrard. De to sider stod et øjeblik i et dødvande. Maneys artilleri under kommando af løjtnant William Turner skød løs på de uerfarne forsvarere, og Maney beordrede et angreb op ad den stejle skråning, som fejede Unionstropperne væk fra bakken og erobrede hovedparten af Parsons kanoner. Den ihærdige Parsons måtte trækkes væk fra stedet af sine retirerende soldater.
Maneys angreb fortsatte mod vest ned ad den anden skråning af Open Knob, gennem en majsmark og over Benton Road, hvorefter der var endnu en stejl bakkekam, som var besat af de 2.200 mand i Unionens 28. brigade under oberst John C. Starkweather fra Rousseaus division, foruden 12 kanoner. Disse kanoner gjorde Open Knob til en uholdbar position. Starkweather havde placeret sin 21. Wisconsin i kornmarken på det tidspunkt, hvor Maney angreb Parsons's stilling. De uerfarne mænd i det 21. Wisconsin, hvoraf nogle aldrig havde affyret deres våben før, da regimentet var blevet opstillet mindre end en måned tidligere, kunne ikke se meget gennem den over 3 meter høje majs. De blev overrasket, da resterne af Terrills brigade trak sig tilbage gennem deres stilling. Da Terrill selv trak sig tilbage, råbte han: "Rebellerne kommer i stort antal" Terrill overbeviste regimentets adjudant om, at der skulle igangsættes endnu et bajonetangreb. 200 mand rykkede frem og blev hurtigt knust af de fremstormende konfødererede. Mens Unionens mænd havde måttet tilbageholde deres ild for ikke at skyde på deres retirerende kammerater, havde artilleriild fra Starkweathers batterier forårsaget adskillige tab på én side. Det 21. Wisconsin nåede at skyde en salve ind i de konfødereredes rækker, men det blev besvaret af en 1.400 skuds salve, som decimerede unionsregimentet, og de overlevende flygtede mod Benton Road.
| „ | Kanonerne blev afskudt så hurtigt, at det føltes som om jorden var i et vulkansk udbrud. Jernstormen passerede gennem vore rækker, rev og sled mænd i stykker. Luften syntes fuld af kvælende røg og ild, som syntes at være selveste helvede befolket af kæmpende dæmoner. | “ |
|   | — Sam Watkins, Watkins, p. 82 |   |

For at fylde hullet i den konfødererede linje dér, hvor Donelsons brigade havde kæmpet, udfoldede Cheatham Tennessee brigaden under brigadegeneral Alexander P. Stewart, og den sluttede sig til Maneys brigade i fremrykningen mod Starkweather. 1. Tennessee angreb den nordlige ende af bakken, mens resten af Maneys brigade angreb direkte op ad skråningen. Starkweathers position var imidlertid stærk, og de konfødererede blev i første omgang kastet tilbage af kraftig infanteri- og artilleriild. Et nyt angreb og ondskabsfuld kamp mand mod mand bragte de konfødererede op på toppen blandt batterierne. I mellemtiden vendte brigadegeneral Terrill tilbage til kampen, idet han førte sine tropper op ad bakkens modsatte skråning. Han blev dødeligt såret og døde kl. 2 den følgende morgen. Starkweather var i stand til at redde seks af sine tolv kanoner og flytte dem 100 m vestpå til den næste bakkekam.
Igen havde unionshæren en stærk forsvarsposition med god artilleristøtte og en stenmur på toppen af en stejl skråning. Maney og Stewarts mænd forsøgte tre angreb, som alle fejlede og trak sig tilbage til området ved Open Knob omkring kl. 17.30. Angrebet fra Maneys brigade i over tre timer var det blodigste i slaget og kan hævdes at have været dets mest afgørende kamp. Historikeren Kenneth W. Noe beskriver Maneys afsluttende forgæves stormløb som konføderationens højvandsmærke i det vestlige operationsområder, men ikke mindre betydningsfuldt end Vinklen i Slaget ved Gettysburg."

### Angreb fra konføderationens centrum
En echelon angrebet fortsatte med Andersons division i centrum. Omkring kl. 14.45, samtidig med at Maneys første angreb blev kastet tilbage på Open Knob, begyndte oberst Thomas M. Jones' brigade sit angreb over en strækning, som var domineret af et stort hul i jorden. Jones havde ingen ordrer om at angribe fra Anderson eller Hardee, men rykkede frem på eget initiativ, da han hørte lyden af skud til højre for sig. Da de kom ned i dalen, blev hans mænd mejet ned af musketild og beskydning fra 12 kanoner på den næste bakkekam, hvor den 9. unionsbrigade under oberst Leonard A. Harris var placeret. Konfødereret artilleri, som var tilknyttet Jones brigade, kaptajn Charles Lumsdens Alabama Light Artillery, besvarede ilden, men på grund af en optisk illusion, som fik to bakker til at se ud som én, kunne de ikke få den rette længde på skuddene og opnåede ingen effekt på Unionens linje. Klokken 15.30 rykkede den konfødererede brigade under brigadegeneral John C. Brown frem for at overtage pladsen fra Jones mænd, som faldt tilbage. På dette tidspunkt måtte hovedparten af Unionens artilleri trække sig tilbage for at få mere ammunition, så Browns mænd led ikke den samme skæbne som Jones'. Ikke desto mindre kom de ingen vegne mod de opstillede infanterienheder, før successen på konføderationens venstre fløj lagde pres på Unionens stilling.

### Angreb fra Konføderationens venstre fløj
Næsten alle enheder i McCooks I Korps var i begyndelsen af slaget posteret på jord, som tilhørte godsejeren Henry P. Bottom. Korpsets højre flanke, som bestod af oberst William H. Lytles 17. brigade, var placeret på en højderyg, hvor godsejer Bottoms hus og lade også lå med udsigt over en bøjning på Chaplin floden og en bakke og farm, som ejedes af R. F. Chatham på den anden side. Det konfødererede angreb mod dette område begyndte med, at brigadegeneral Bushrod R. Johnsons brigade kom ned ad Chatham House Hill omkring kl. 14.45, krydsede den næsten tørre flodseng og angreb det 3. Ohio infanteri, som var under kommando af oberst John Beatty. Angrebet var ikke velorganiseret. Sidste øjebliks ændringer af ordrer fra Buckner blev ikke fordelt til alle de deltagende enheder, og beskydning fra eget artilleri ramte deres linje, mens de endnu var på Chatham House Hill. Da infanteriangrebet endelig rykkede op ad bakken, kæmpende fra sten til sten, bombarderede konfødereret artilleri 3. Ohio og satte ild til godsejerens lade. Nogle af Unionens sårede soldater havde søgt tilflugt i laden, og mange blev brændt til døde.
Regimentet fra Ohio trak sig tilbage og blev erstattet af det 15. Kentucky regiment. Da Johnsons mænd udgik for ammunition, kom brigadegeneral Patrick R. Cleburne's brigade ind i slaget omkring kl. 15.40. Cleburnes hest, Dixie, blev dræbt af en artillerigranat, som også sårede Cleburne i anklen, men han fortsatte med at få sine tropper til at gå fremad. Da de rykkede op ad skråningen, blev de udsat for konfødereret artilleriild. Cleburne formodede efterfølgende, at det skyldtes, at de bar blå uniformsbluser, som de havde erobret fra unionssoldater ved Richmond. Til venstre for Cleburne sluttede brigadegeneral Daniel W. Adams's brigade sig til angrebet mod 15. Kentucky, som var blevet forstærket af tre kompagnier fra 3. Ohio. Unionstropperne trak sig tilbage mod vest i retning af Russell House, McCooks hovedkvarter. Lytle blev såret i hovedet, da han forsøgte at samle sine tropper. Han blev efterladt som død på slagmarken og blev taget til fange.
| „ | Hvilken soldat under Buell vil glemme det skrækkelige slag ved Perryville hvor 30.000 mand stod ubeskæftigede og så og hørte den unødvendige nedslagtning af McCooks uhjulpne, oversete og endda forladte styrke, uden at affyre et skud eller gå et skridt for at hjælpe dem? | “ |
|   | — Oberst John M. Connell, 17th Ohio (i en tale ved regimentets genforening 20 år senere) |   |

Mens Lytles brigade blev slået tilbage, var venstre flanke af Phil Sheridans division kun nogle få hundrede meter længere sydpå på Peters Hill. En af de vedholdende kontroverser om slaget drejede sig om, hvorfor han ikke valgte at gå ind i kampen. Tidligere på dagen var han af Gilbert blevet beordret til ikke at igangsætte et større slag. Omkring kl. 14 nåede lyden af artilleribeskydning Buells hovedkvarter, hvor Buell spiste middag med Gilbert. De to generaler antog, at det var unionsartilleri som øvede sig, og sendte besked til Sheridan om ikke at spilde krudt. Sheridan planlagde artilleribeskydning af det konfødererede angreb, men da Gilbert endelig ankom bagfra, frygtede han, at Sheridan ville blive angrebet og beordrede ham tilbage til hans stillinger.
Sheridans division deltog hen imod slutningen af slaget. Den konfødererede brigade under oberst Samuel Powell i Andersons division blev beordret til at rykke frem i samarbejde med Adams' brigade på venstre side af Cleburne. De to brigader var imidlertid skilt fra hinanden med Powells på Edwards House Hill, lige vest for Perryville. Omkring kl. 16 modtog Powell ordrer fra Bragg om at rykke vest på ad Springfield Pike for at ødelægge kaptajn Henry Hescocks batteri, som skød ind i flanken på Braggs angreb. Bragg antog, at det var et isoleret batteri, ikke hele III korps. Tre regimenter fra Powells brigade stødte på Sheridans division, og selv om Sheridan i starten var bekymret over de konfødereredes aggressive angreb og sendte bud efter forstærkninger, blev de tre regimenter hurtigt slået tilbage.
| „ | Det var som at løbe et marathonløb, over hegn og grøfter og majsmarker, fjenden foran og os i forfølgelse. Til tider var vi så tæt på hinanden, at jeg en gang kunne give en rebel et spark i bagdelen. | “ |
|   | — Arthur Siver, 15th Wisconsin |   |

Sheridan, som i senere slag blev karakteriseret som meget aggressiv, tøvede med at forfølge den mindre styrke og afslog en anmodning fra Daniel McCook om at rykke nordpå til støtte for sin brors korps. Men hans tidligere anmodning om forstærkninger bar frugt, og den 31. brigade under oberst William P. Carlin fra Mitchells division rykkede op til højre for Sheridan. Carlins forfulgte Powell aggressivt og jagede ham så hurtigt, man kunne, mod Perryville. Da de nåede kirkegården i udkanten af landsbyen, begyndte der en hidsig artilleriduel. Carlin pressede fremad og blev fulgt af den 21. brigade under oberst George B. Wagner fra Wood's division i II Korps. De var på nippet til at erobre landsbyen og den vigtige korsvej, som dominerede Braxton Braggs tilbagetrækningsvej, men en ordre fra Gilbert til Mitchell stoppede fremrykningen trods Mitchells rasende protester.

### Dixville korsvejen
Braggs angreb havde været en stor knibtangsmanøvre, som tvang begge flanker af McCooks korps tilbage ind i en koncentreret masse. Denne masse opstod ved Dixville korsvejen, hvor Benton Road krydsede Mackville Road. Hvis dette vejkryds kunne erobres, kunne de konfødererede formentlig komme rundt om højre fløj af McCooks korps og i praksis afskære dem fra resten af hæren. Den sydlige kæbe i knibtangen begyndte at gå i stå ved den midlertidige linje, som var opstillet ved Russell House. Harris' og Lytles brigader forsvarede, indtil Cleburnes og Adams' angreb gik i stå. Den nordlige kæbe var blevet stoppet af Starkweathers forsvar. De resterende angreb kom fra nord for Mackville Road af to friske brigader fra Buckners division: Brigadegeneralerne St. John R. Liddell's og Sterling A. M. Wood's.
Det indledende mål for angrebet var oberst George Websters 34. brigade i Jacksons division. Webster blev dødeligt såret under kampen. Han var det sidste tab i toppen af 10. division. Tidligere var Jackson og Terrill blevet dødeligt såret. Aftenen før havde de tre diskuteret muligheden af at de alle tre blev dræbt og havde afvist muligheden som statistisk usandsynlig.
Websters infanteri og kaptajn Harris' artilleribatteri, som var placeret på en bakke nær Benton Road, skød Woods angribere i smadder, og de blev tvunget til at trække sig tilbage. De omgrupperede ved foden af bakken og fornyede deres angreb. Harris' batteri løb tør for ammunition og måtte trække sig tilbage, og det konfødererede angreb pressede Websters mænd tilbage mod korsvejen. Oberst Michael Goodings 13. Brigade fra Mitchells division ankom på stedet fra Gilberts korps og optog kampen. Woods mænd trak sig tilbage og blev erstattet af Liddells.
Ankomsten af forstærkninger var et resultat af McCooks forsinkede forsøg på at skaffe hjælp til sit belejrede korps. Klokken 14.30 sendte han en stafet til Sheridan på Peters Hille med anmodning om, at han sikrede I Korps højre flanke. McCook sendte endnu en stabsofficer kl. 15 for at få hjælp fra de nærmeste enheder i III Korps. Officeren mødte brigadegeneral Albin F. Schoepf, som havde kommandoen over 1. Division, III Korps' reserve. Uvillig til at handle på egen hånd henviste Schoepf officeren til Gilbert, som henviste ham til Buells hovedkvarter mere end 3 km væk. Ankomsten af McCooks stabsofficer omkring kl. 16 overraskede den øverstkommanderende, som ikke havde hørt ret meget kamplarm og fandt det vanskeligt at tro, at et større slag havde været i gang i nogen tid. Ikke desto mindre beordrede Buell to brigader fra Schoepfs division til at støtte I Korps. Denne forholdsvis lille styrke viste Buells uvilje mod at tro på den rapporterede alvorlige situation.
Liddells mænd skød på en ukendt enhed mindre end 100 m øst for korsvejen. Råb blev hørt: "I skyder på venner, hold op for Guds skyld!" Leonidas Polk, chef for flanken, valgte at ride frem for at se, hvem der havde været genstand for den fejlagtige beskydning. Polk opdagede, at han fejlagtigt var redet ind i linjerne af 22. Indiana-regimentet og måtte bluffe sig vej ud ved at ride ned langs Unionens linje og lade, som om han var en unionsofficer, mens han råbte til unionstropper om at stoppe beskydningen. Da han var undsluppet, råbte han til Liddell, og de konfødererede afskød hundreder af kugler i en enkelt salve, som dræbte oberst Squire Keith og forårsagede tab på 65% i det 22. Indiana-regiment, den højeste procentsats for noget regiment i kamp ved Perryville. Selvom Liddell ønskede at følge angrebet op, var Polk blevet rystet af sin personlige kontakt med fjenden og stoppede angrebet, angiveligt på grund af det tilstundende mørke. Unionens enheder flyttede deres forsyninger og udstyr gennem det farlige vejkryds og konsoliderede deres linjer på en række bakker 200 meter mod nordvest. McCooks korps var blevet kraftigt beskadiget i løbet af dagen, men var ikke ødelagt.

## Efterspil
| „ | Jeg deltog i samtlige slag, træfninger og marcher, der blev gennemført af det første Tennessee regiment under krigen, og jeg husker ikke nogen hårdere kamp og et mere lige slag end det ved Perryville. Hvis det havde været to mænd i en brydekamp, ville det været blevet kaldt et "dog fall." Begge sider hævde at have vundet, begge tabte. | “ |
|   | — Private Sam Watkins, 1st Tennessee |   |

Unionens tab var på i alt 4.276 (894 dræbte, 2.911 sårede, 471 tilfangetagne eller savnende). De konfødereredes tab var på 3.401 (532 dræbte, 2.641 sårede, 228 tilfangetagne eller savnede).
Det kan hævdes, at Braxton Bragg havde vundet en taktisk sejr ved at have kæmpet aggressivt og presset sin fjende over 1½ km tilbage. Men hans prekære strategiske situation stod klart for ham, da han hørte om III Korps fremstød langs Springfield Pike, og da han sent på dagen hørte om II Korps tilstedeværelse på Lebanon Pike. Klokken 21 mødtes han med sine underordnede ved Crawford House og gav ordre til at påbegynde tilbagetrækningen efter midnat og efterlade en række forposter, mens hans hær sluttede sig til Kirby Smiths. Da hæren marcherede mod Harrodsburg, måtte den efterlade 900 sårede.
| „ | De andre to korps i Buells hær var hver lige så store som den indsatte konfødererede styrke. Havde de begge rykket modigt frem, da slaget gik i gang, kunne de have taget landsbyen Perryville, afskåret angriberne fra deres forsyningsdepot i det centrale Kentucky og meget sandsynligt have opnået en afgørende sejr på slagmarken i stil med slaget ved Austerlitz eller Waterloo. | “ |
|   | — Gerald J. Prokopowicz, All for the Regiment |   |

Bragg forenede sine styrker med Smiths ved Harrodsburg og Unionens og Konføderationens hære, som nu var af sammenlignelig størrelse havde træfninger med hinanden i den næste uges tid, men ingen af dem angreb. Bragg blev snart klar over, at de nye rekrutter, som han søgte i Kentucky, ikke ville komme, og at han manglede logistisk støtte for at kunne forblive i staten, så han begav sig modsydøst til Knoxville gennem Cumberland Gap. Han blev hurtigt kaldt til den konfødererede hovedstad, Richmond, for at forklare Jefferson Davis om de anklager som blev fremlagt af hans officerer om den måde, han havde gennemført sin kampagne på og svare kravet om, at han skulle udskiftes som leder af hæren. Selv om Davis besluttede at lade generalen forblive på sin post, var Braggs forhold til sine underordnede alvorligt ødelagt. Efter at være vendt tilbage til hæren, beordrede han en flytning til Murfreesboro, 
Buell gennemførte en halvhjertet forfølgelse af Bragg og vendte tilbage til Nashville frem for at rykke videre ind i det østlige Tennessee, sådan som Lincolns regering havde ønsket. Opsamlet utilfredshed med Buells indsats medførte en reorganisering af de vestlige militærområder. Den 24. oktober blev der oprettet et nyt Cumberland militærområde under generalmajor William S. Rosecrans, og Buells Army of the Ohio blev tildelt dette og omdøbt til XIV Korps. Efter slaget ved Stones River ved Murfreesboro i slutningen af december, som var endnu et strategisk nederlag for Braxton Bragg, fik den et mere velkendt navn, Army of the Cumberland. Buell blev beordret til at møde for en undersøgelseskommission, som undersøgte hans handlinger under kampagnen. Han forblev i et militært ingenmandsland i 1½ år, og hans karriere var grundlæggende ødelagt. Han forlod hæren i maj 1864.
Efter slaget ved Perryville fastholdt Unionen kontrollen over Kentucky i resten af krigen. Historikeren James M. McPherson betragter Perryville som en del af et stort vendepunkt i krigen. "Da slagene ved Antietam og Perryville slog de konfødererede invasioner tilbage, kom det europæisk mægling og anerkendelse af Konføderationen i forkøbet, og måske forhindrede det en demokratisk sejr ved valgene i Nordstaterne i 1862, som kunne have begrænset regeringens evne til at fortsætte krigen og sætte scenen for Emancipationserklæringen, som forøgede målet og formålet med konflikten."
Dele af slagmarken ved Perryville er bevaret af staten Kentucky som Perryville Battlefield State Historic Site.

## Yderligere læsning
- Johnson, Robert Underwood, and Buel, Clarence C. (eds.), Battles and Leaders of the Civil War Arkiveret 12. december 2008 hos  Wayback Machine, Century Co., 1884-1888:
  - Buell, Don Carlos, "East Tennessee and the Campaign of Perryville"
  - Gilbert, Charles C., "On the Field of Perryville"
  - Wheeler, Joseph, "Bragg's Invasion of Kentucky"
  - Wright, J. Montgomery, "Notes of a Staff Officer at Perryville"

## Eksterne links
- Slaget ved Perryville, Kentucky Arkiveret 6. februar 2004 hos  Wayback Machine
- Historien om slaget ved Perryville
- Animeret historie om invasionen af Kentucky og slaget ved Perryville (Webside ikke længere tilgængelig)
- Moderne Perryville fotos
- Perryville slagorden

37°40′31″N 84°58′16″V / 37.6752°N 84.9711°V